# 国際人工知能会議
国際人工知能会議（International Joint Conference on Artificial Intelligence、IJCAI）は、人工知能 (AI) の様々な分野の研究者が集まる、人工知能学会分野でトップの学術会議。IJCAI, Inc. が組織し、アメリカ人工知能学会 (AAAI) が主催。IJCAI は 2005年に送られてきた論文の約 20% しか受理せず、AAAI Conferenceと並び、人工知能関連の学会の中でも最難関とされている。アクロニムであるIJCAIに決まった読み方はないが、コミュニティでは、あえて片仮名で表せば「イチカイ」ないし「イジカイ」という読まれる場合が多い。
IJCAIは1969年から隔年で開催されている。従来、欧州人工知能会議(ECAI)やアメリカ人工知能会議(AAAI)などが IJCAI の開催されない年に開催されていたが、現在では AAAI 会議などは毎年開催となっている。
IJCAI では毎回3つの賞が授与される。Computers & Thought Award は比較的若い研究者（35歳未満）の中でも既に多大な貢献をしている者に与えられる。Donald E. Walker Distinguished Service Award は学会の運営などに尽力した者に与えられる。IJCAI Award for Research Excellence は比較的年を経て多大な貢献をした研究者に与えられる。これまでの IJCAI Arawd for Research Excellence の受賞者には、アラン・バンディ (Alan Bundy) 、ジョン・マッカーシー、マービン・ミンスキー、アレン・ニューウェル、レイモンド・ロイター (Raymond Reiter) 、ジューディア・パールらがいる。
日本では、1979年に東京で、1997年に名古屋で開催。
2013年の IJCAI は中国の北京で開催された。